# Artemia franciscana
Artemia franciscana é uma espécie de crustáceo do gênero Artemia.
No Brasil, a artêmia existente é a Artemia franciscana. Segundo Câmara (2001), na região norte do Estado do Rio Grande do Norte já foram cadastradas 55 propriedades salineiras que contêm essa espécie de micro-crustáceo. Como se trata de uma espécie exótica, evidencia-se sua disseminação por intermédio de vários veículos (homem, pássaros, etc).
Segundo este mesmo autor (Câmara, 2003), a produção de artêmia, em pequena escala, já é uma realidade brasileira. Ressalta-se que esse agronegócio tem potencial para incrementar o desenvolvimento econômico das comunidades que a desenvolvem.
Destaca-se ainda que os estudos realizados por Siedel et al. (1980) comprovaram que a artêmia brasileira possui os maiores níveis de tirosina, histidina, lisina e arginina do que as da Austrália, Baía de San Pablo-EUA e Utah-EUA.
O excelente desempenho do cisto da Artemia franciscana do Brasil deve-se ao fato do mesmo ocorrer em regiões de alta salinidade (salinas), o que propiciam grande quantidade de um alimento natural específico, mais precisamente a microalga Dunaliella, a qual é rica em ferro (Fe++). Devido a este fato, a artêmia nacional é o único crustáceo a possuir hemoglobina em seu sangue, apresentando melhores desempenhos nutricionais (Wolf et al., 1987).
Grant et al. (1985) verificaram maiores concentrações de Micosporines e Gadusol, importantes nutrientes, nos cistos brasileiros em relação aos cistos de outras origens como EUA, França, Itália e Austrália.